# Pseudotocepheus flagellatus
Pseudotocepheus flagellatus är en kvalsterart som först beskrevs av Sandór Mahunka 1987.  Pseudotocepheus flagellatus ingår i släktet Pseudotocepheus och familjen Tetracondylidae. Inga underarter finns listade i Catalogue of Life.